# Amapi
Amapi is een computerprogramma voor het ontwerpen van 3D-voorwerpen. Het programma heeft veel mogelijkheden om bestanden te importeren en te exporteren, en veel functies om voorwerpen te modelleren. De naam van het programma was eerst 'Amapi 3D' van het bedrijf TGS (Template Graphics Software), maar tegenwoordig wordt het 'Amapi Pro' genoemd, en wordt uitgebracht door Eovia. 
De volledig werkende versie (4.1.5) van Amapi 3D werd bij sommige computerbladen meegegeven. Later is ook de volledige versie 5.1.5 (van 1999) bij een aantal computerbladen meegegeven.